# 재결
재결(裁決)은 행정심판 청구사건에 대하여 행정심판위원회가 심리.의결한 내용에 따라 재결청이 판단하는 행위를 뜻한다.(행정심판법 제2조 제3호) 재결은 준법률적 행정행위 중 확인행위이며 또한 준사법작용적 성질을 갖는다.

## 재결기간
재결은 제23조에 따라 피청구인 또는 위원회가 심판청구서를 받은 날부터 60일 이내에 하여야 한다. 다만, 부득이한 사정이 있는 경우에는 위원장이 직권으로 30일을 연장할 수 있다.. ‘30일을 연장할 수 있다.’란 30일을 넘지 않는 범위 내에서 연장할 수 있다는 의미이다.재결기간을 연장한 때에는 재결기간이 만료되기 7일전까지 당사자에게 이를 통지하여야 한다.

## 방식
재결은 서면의 형식으로만 가능하고(서면주의), 구두에 의한 재결은 불가능하다. 구두에 의한 재결은 무효이다.

## 범위

### 불고불리의 원칙
위원회는 심판청구의 대상이 되는 처분 또는 부작위 외의 사항에 대하여는 재결하지 못한다.

### 불이익변경금지의 원칙
위원회는 심판청구의 대상이 되는 처분보다 청구인에게 불리한 재결을 하지 못한다.

### 재량행위에 대한 재결의 범위
행정심판위원회는 재량권 행사의 위법 여부뿐만 아니라 재량권행사의 당, 부당에 대해서도 판단할 수 있다.

## 송달과 효력발생

### 재결의 송달
위원회는 지체 없이 당사자에게 재결서의 정본을 송달하여야 한다. 이 경우 중앙행정심판위원회는 재결 결과를 소관 중앙행정기관의 장에게도 알려야 한다. 또한 위원회는 재결서의 등본을 참가인에게 송달해야 한다.

### 재력의 효력 발생
재결은 청구인에게 송달되었을 때에 그 효력이 생긴다(법 제48조).

## 종류

### 각하재결(요건재결)
심판청구의 제기요건을 충족하지 않은 부적합한 심판청구에 대하여 본안에 대한 심리를 거절하는 내용의 재결이다.

### 기각재결
일반적인 경우에 있어서 기각재결은 본안심리의 결과 그 심판청구가 이유없다고 인정하여 청구를 배척하고 원처분을 지지하는 재결을 의미한다.

### 인용재결
본안심리의 결과 심판청구가 이유있다고 판단하여 청구인의 청구 취지를 받아 들이는 재결을 말한다.

### 수용재결
수용재결이란 협의불능 또는 협의가 성립되지 않은 때에 관할 토지수용위원회에 의하여 보상금의 지급 또는 공탁을 조건으로 하는 수용의 효과를 완성하여 주는 형성적 행정행위로, 사업시행자가 신청하는 수용의 종국적 절차를 말한다.

## 효력

### 형성력
재결의 내용에 따라 기존의 법률관계에 변동을 가져오는 효력을 말한다. 형성력은 인용재결 중 형성적 성질을 갖는 재결에서만 발생한다. 취소재결에 의하여 원처분의 전부 또는 일부가 취소된 때에는 원처분의 당해 부분의 효력은 소급하여 효력을 상실한다.

### 기속력
심판청구가 인용되더라도 피청구인인 행정청이나 관계행정기관이 재결의 취지에 반하는 입장을 취한다면 청구인의 권리구제를 달성할 수 없다. 따라서 행정심판법은 "심판청구를 인용하는 재결은 피청구인과 그 밖의 관계 행정청을 기속한다라고 하여 재결의 기속력을 규정하고 있다.

## 판례
- 항고소송은 원칙적으로 당해 처분을 대상으로 하나, 당해 처분에 대한 재결 자체에 고유한 주체, 절차, 형식 또는 내용상의 위법이 있는 경우에 한하여 그 재결을 대상으로 할 수 있다고 해석되므로, 징계혐의자에 대한 감봉 1월의 징계처분을 견책으로 변경한 소청결정 중 그를 견책에 처한 조치는 재량권의 남용 또는 일탈로서 위법하다는 사유는 소청결정 자체에 고유한 위법을 주장하는 것으로 볼 수 없어 소청결정의 취소사유가 될 수 없다.[5]

## 같이 보기
- 행정심판
- 행정심판위원회